# Minamisaku-gun
Minamisaku-gun (jap.: 南佐久郡, dt. „Süd-Saku-gun“) ist ein Landkreis (gun) in der Präfektur Nagano auf der japanischen Hauptinsel Honshū. Minamisaku-gun hat eine Fläche von 767,32 km², 27.225 Einwohner und eine Bevölkerungsdichte von 35,5 Einwohnern pro km² (Stand: 1. März 2010). Ihm gehören sechs Kommunen an. Diese sind die Städte (machi) Koumi und Sakuho und die Dörfer (mura) Kawakami, Kitaaiki, Minamiaiki und Minamimaki.

## Geschichte
Minamisaku-gun entstand am 14. Januar 1879 durch eine Teilung des alten Saku-gun in Minamisaku-gun und Kitasaku-gun („Nord-Saku-gun“). Sitz der damaligen Kreisverwaltung war Usuda. Seit dem 1. April 1889 gehörten 23 Dörfer zu Minamisaku-gun. Am 30. Juni 1893 wurde Usuda und am 9. März 1897 Nozawa zur Stadt ernannt. Am 1. November 1919 erfolgte die Ernennung von Nakagomi zur Stadt. Bis zur großen Gebietsreform der 1950er Jahre gehörten drei Städte und 16 Dörfer zu Minamisaku-gun. Durch diese große Gebietsreform verringerte sich die Zahl der zu Minamisaku-gun gehörenden Kommunen bis zum 1. April 1961 auf drei Städte und fünf Dörfer. Zwei weitere Zusammenlegungen am 20. März und am 1. April 2005 verringerten die Anzahl auf die heutige.